# Anolis shrevei
Anolis shrevei är en ödleart som beskrevs av  Cochran 1939. Anolis shrevei ingår i släktet anolisar, och familjen Polychrotidae. Inga underarter finns listade i Catalogue of Life.